# Nuestra hora
Nuestra hora fue un programa de televisión chileno emitido desde 1979 hasta 1982 por Canal 13, con la dirección televisiva de Gonzalo Bertrán, la dirección musical en el piano del maestro Juan Salazar (primer año) y del cantante y pianista Nino García y la animación del cantante José Alfredo "Pollo" Fuentes. Era realizado en el estudio 26 de Canal 13, ubicados en ese entonces en la casa central de la Pontificia Universidad Católica de Chile en Santiago de Chile. Este programa fue el debut en la animación del Pollo Fuentes, que por una invitación del mismo Gonzalo Bertrán, entró a la animación, luego de años de exitosa carrera como cantante. 
Nuestra hora se caracterizaba en invitar a distintas personas del mundo de la televisión, del arte y del ambiente nacional a conversar junto a un piano y a la vez cantar distintos temas con el animador cantante. Además se realizaban musicales, con cantantes de la época y el cuerpo de ballet dirigidos por Karen Conolly.
Años después, en 1995, Canal 13 realizó otro programa con el mismo nombre de Nuestra hora, para el horario del mediodía, con características distintas y conducido por Juan Carlos "Pollo" Valdivia, que duró sólo 3 meses por su fracaso en audiencia.